# Šúnjatá
Šúnjatá (v sanskrtu शून्यता śūnyatā; prázdnota, nicota, relativita) je ústřední pojem ontologie mahájánového buddhismu. Prázdnota je podstatou vlastního bytí vší skutečnosti, což znamená, že podle buddhistů je vše, co existuje, jen iluzorní, pomíjivé a nicotné. Pojem šúnjata se objevuje již na několika místech pálijského kánonu, většinou však jako přídavné jméno. V tomto raně buddhistickém pojetí se vztahuje hlavně k neindividualitě (anattá čili anátman) bytí. K postupnému rozšíření významu došlo až v další fázi vývoje nauky v pradžňápáramitánových sútrách kolem počátku letopočtu.